# Marquesado de Rifes
El Marquesado de Rifes es un título nobiliario español, creado por el rey Felipe III, en Sicilia, a favor de Ángela de la Cerda y Manuel, viuda de Pier Gulio de Luna Peralta Cardona y Aragón duca di Bivona, con la primitiva denominación de "Marchese di Santa María di Rifesi".
Ángela de la Cerda y Manuel era hija de Juan de la Cerda y Bique, II duque de Medinaceli etc. y de Juana Manuel.
El título fue rehabilitado en 1925, por el rey Alfonso XIII, con la vigente denominación de "Marquesado de Rifes".

## Marqueses de Rifes
|                                 | Titular                          | Periodo                 |
| Creación por Felipe III         | Creación por Felipe III          | Creación por Felipe III |
| ------------------------------- | -------------------------------- | ----------------------- |
| I                               | Ángela de la Cerda y Manuel      | 1609-                   |
| Rehabilitación por Alfonso XIII |                                  |                         |
| II                              | Agustín Díaz-Agero y de Ojesto   | 1925-1941               |
| III                             | Feliciana Díaz-Agero y de Ojesto | 1941-1952               |
| IV                              | Ramón de Pineda y Díaz-Agero     | 1952-1998               |
| V                               | Ramón María de Pineda y Algorta  | 1998-actual titular     |

## Historia de los Marqueses de Rifes
- Ángela de la Cerda y Manuel, I marchesa di Santa María di Rifesi.

1. Casó con Pier Giulio de Luna Peralta Cardona y Aragón, duca di Bivona.

Rehabilitado por Alfonso XIII:
- Agustín Díaz-Agero y de Ojesto († 6 de mayo de 1941),[2] II marqués de Rifes, IV conde de Malladas.

1. Casó con Jesusa de Palacio y de Velasco. Sin descendientes. Le sucedió su hermana:

- Feliciana Díaz-Agero y de Ojesto († en 1954), III marquesa de Rifes, V condesa de Malladas.

1. Casó, en 1926,[3] con Ramón de Pineda y Pineda, IV marqués de Casal de los Griegos. Le sucedió su hijo:

- Ramón de Pineda y Díaz-Agero, IV marqués de Rifes, VI conde de Malladas.

1. Casó con María de Iciar Algorta y Coello de Portugal. Le sucedió su hijo:

- Ramón María de Pineda y Algorta, V marqués de Rifes, VII conde de Malladas.